# لحم العجل
| link = | هذه المقالة يمكن توسيعها اعتمادا على الترجمة في ويكيبيديا الإنجليزية. اضغط [هنا] للتعليمات. - تُعدُّ الترجمةُ الآليةُ من كوكل بمثابةِ نقطةِ انطلاقٍ مُفيدةٍ للترجمات، ولكن يَجبُ على المُترجمينَ مُراجعةُ الأخطاءِ الّتي قد تُصاحبُ الترجمةَ حسبَ الضرورة، والتأكيد على دقةِ الترجمة، بدلاً من مجردِ نسخِ النصِّ المُترجمِ آلياً إلى ويكيبيديا. - لا تُترجمِ النصَّ الذي يبدو غيرَ موثوقٍ أو مُنخفضَ الجودة. تَحقِّقْ من النص بالتأكدِ من المَراجعِ الواردةِ في المقالةِ باللغةِ الأجنبية «إذا كان ذلك مُمكناً». - يجب إضافة قالب {{صفحة مترجمة}} بعد الترجمة إلى صفحة نقاش المقالة لضمان الامتثال لحقوق النشر. - لمزيد من الإرشاد، انظر ويكيبيديا:ترجمة مقالات إلى العربية. |

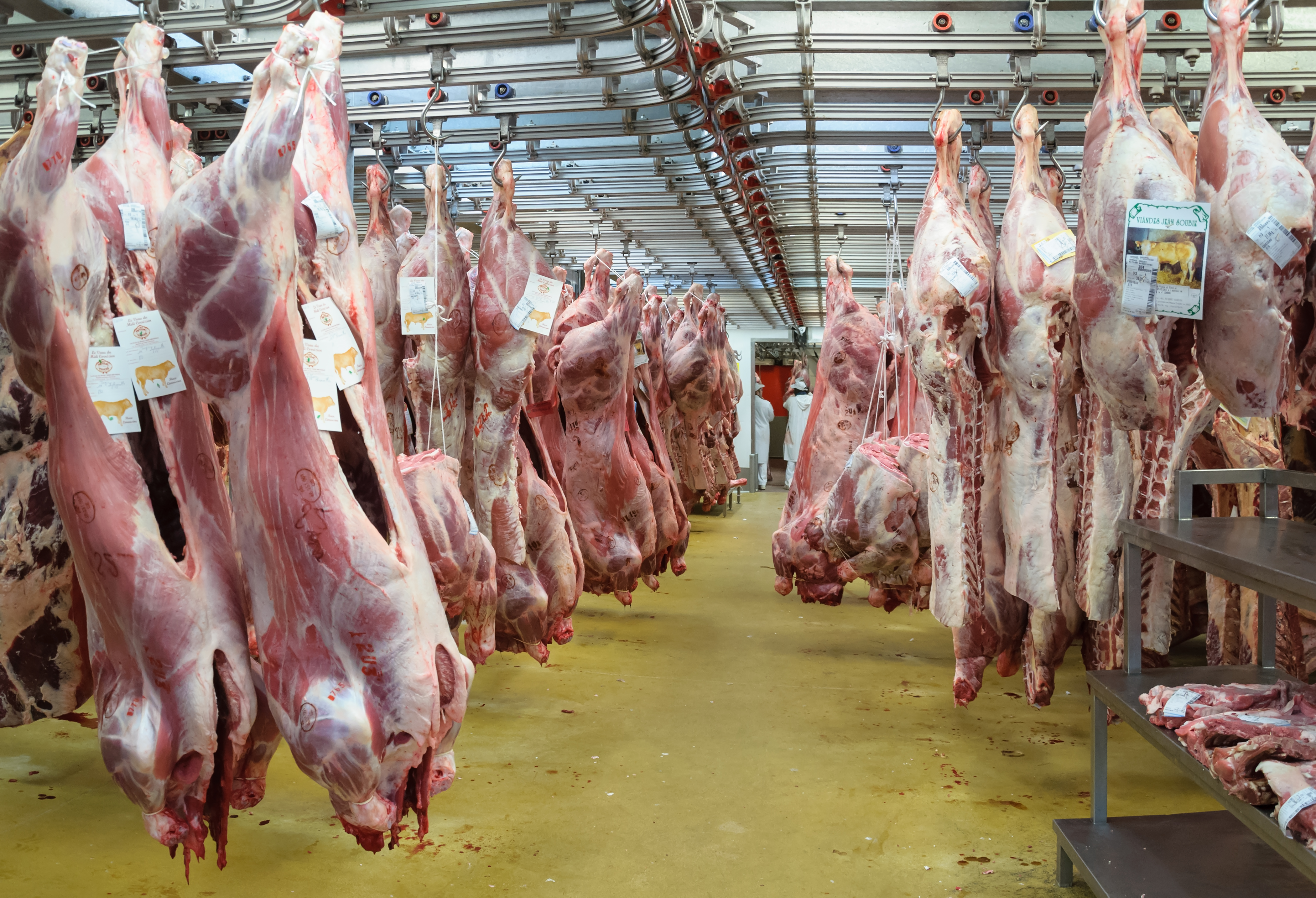
ذبائح لحم العجل في قسم إنتاج اللحوم في السوق الدولي رونجي، فرنسا.

لحم العجل أو اللحم البتلو (بالإنجليزية: Veal)‏ يختلف عن لحم البقر أو الجاموس الصغير والذي غالبا ما تقتصر تغذيته علي لبن الأم. يمكن إنتاج لحم العجل من كلا الجنسين لكن عادة ما يكون لحم الذكر من سلالات إنتاج الحليب لحاجة المربي للإناث لإنتاج اللبن أو للزيادة حجم القطيع. ويكون اللحم العجل باللون الوردي ويتميز بطرواته وسرعة نضجه ويكون سعر لحم العجل أغلى من لحم البقر.
عادةً تكون عجول صغيرة لا تتجاوز 3 أشهر.